# Hermann Bothe
Hermann Bothe (* 3. Juni 1940 in Hildesheim; † 13. Oktober 2022) war ein deutscher Botaniker und Professor am Botanischen Institut der Universität zu Köln. 

## Biografie
Hermann Bothe hat an der Universität Göttingen ein Lehramtsstudium in den Fächern Biologie, Mathematik und Chemie absolviert und wurde im Gebiet „Biochemie der Pflanzen“ promoviert. Als Postdoktorand ist er in Berkeley, USA, und in Bochum gewesen. Nach der Habilitation 1975 in Bochum hat er eine Dozentenstelle an der Universität Heidelberg belegt und erhielt 1978 den Ruf auf eine Professur (C3) an der Universität zu Köln. Längere Forschungsaufenthalte führten ihn nach Brighton (England), Corvallis (Oregon), Rio de Janeiro (Brasilien) sowie Wuhan (VR China). Seine Arbeitsgebiete umfassen die Physiologie, die Biochemie, die Molekularbiologie und die Taxonomie der Wechselwirkungen zwischen Pflanzen und Mikroorganismen. Er hat über 200 Originalpublikationen in wissenschaftlichen Zeitschriften veröffentlicht, dazu viele populärwissenschaftliche Artikel in diversen Medien. In seinen Publikationen widmet er sich besonders der Stickstoff-Fixierung und dem Wasserstoff-Stoffwechsel bei Cyanobakterien (Blaualgen), der Salz- und Schwermetall-Resistenz bei Pflanzen, der Mykorrhiza-Symbiose sowie der Charakterisierung von Bakterien- und Pilz-Populationen in Böden mit molekularbiologischen Methoden.
Bothe hat als akademischer Lehrer zahlreiche botanische Exkursionen für Studenten und Laien im Großraum Köln sowie zu diversen Zielen in Europa geleitet. Er ist Verfasser mehrerer Wanderführer mit pflanzenkundlichem Schwerpunkt und privat versierter Philatelist mit einigen Publikationen zum Thema.

## Publikationen (Auswahl)
- Die Pflanzenwelt der Eifel. 26 faszinierende Entdeckungstouren auf Rundwanderwegen. Wiebelsheim 2014: Quelle & Meyer, ISBN 9783494015798
- Die Pflanzenwelt im Großraum Köln. 23 faszinierende Entdeckungstouren auf Rund- und Fernwanderwegen. Wiebelsheim 2012: Quelle & Meyer, ISBN 9783494015194
- Arbuscular mycorrhiza and salt tolerance of plants. In: Symbiosis 58, 2012, S. 7–16
- Plants in heavy metal soils. In: Irena Sherameti/Ajit Varma (Hg.), Detoxification of heavy metals. Springer 2011: Heidelberg, Berlin, New York, ISBN 9783642214073, S. 35–57
- (mit K. Turnau, M. Regvar) The potential role of arbuscular mycorrhizal fungi in protecting endangered plants and habitats. In: Mycorrhiza 20, 2010, S. 445–457
- (mit O. Schmitz, M.G. Yates, W.E. Newton) Nitrogen fixation and hydrogen metabolism by cyanobacteria. In: Microbiology and Molecular Biology Reviews 74, 2010, S. 529–533
- (Herausgeber mit S.J. Ferguson, W.E. Newton) Biology of the Nitrogen Cycle. Elsevier 2007: Amsterdam, ISBN 9780444528575
- Botanische Wanderungen durch den Harz und sein Vorland : 23 faszinierende Erlebnistouren durch einzigartige Landschaften, Quelle & Meyer Verlag, Wiebelsheim 2019, ISBN 978-3-494-01762-4.